# خورخي ألفاريز (لاعب كرة قدم)
خورخي ألفاريز (بالإسبانية: Jorge Daniel Álvarez) هو لاعب كرة قدم هندوراسي، ولد في 28 يناير 1998 في تيغوسيغالبا في هندوراس. لعب مع نادي ديبورتيفو أوليمبيا.

## وصلات خارجية
- خورخي ألفاريز على موقع إي إس بي إن إف سي (الإنجليزية)
- خورخي ألفاريز على موقع قاعدة بيانات كرة القدم.إي يو (الإنجليزية)
- خورخي ألفاريز على موقع ناشيونال فوتبول تيمز (الإنجليزية)
- خورخي ألفاريز على موقع Soccerbase.com (لاعب) (الإنجليزية)
- خورخي ألفاريز على موقع Soccerway.com (الإنجليزية)
- خورخي ألفاريز على موقع عالم كرة القدم.نت (الإنجليزية)
- خورخي ألفاريز على موقع أوليمبيديا (الإنجليزية)